# T-Stück

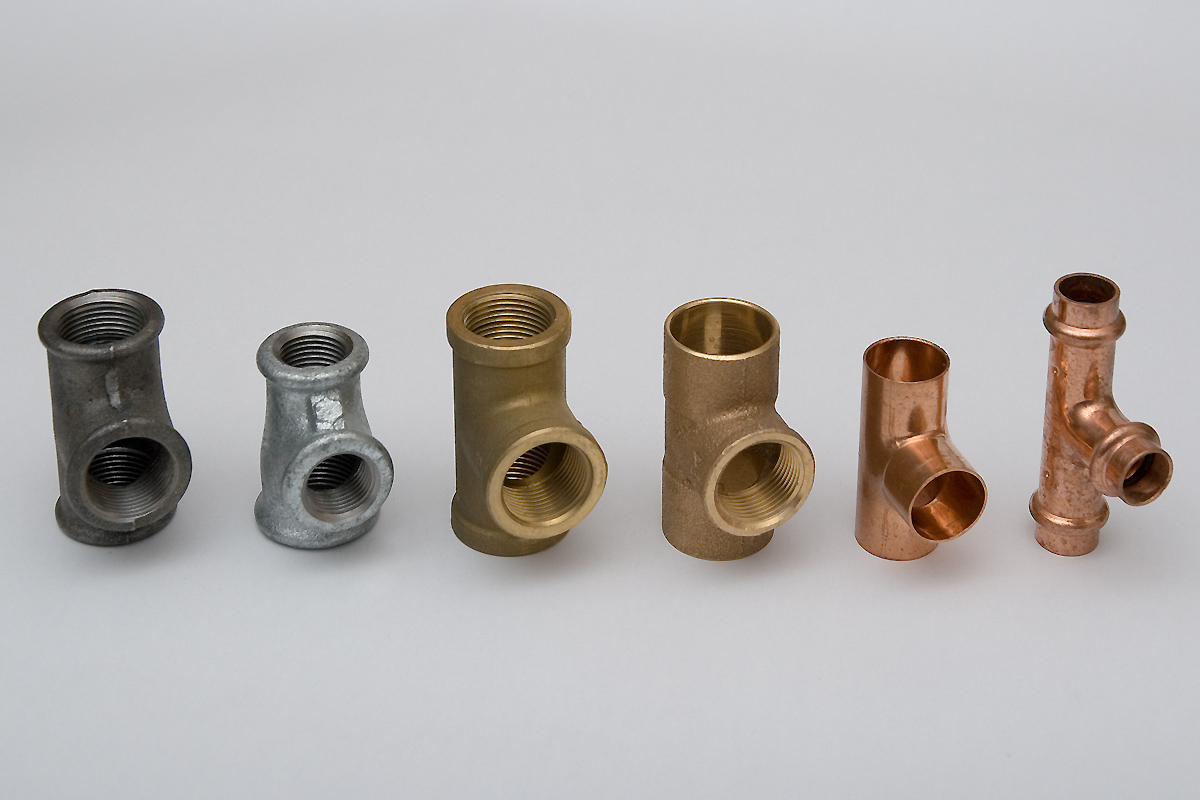
Verschiedene T-Stücke zur Verbindung von Rohrleitungen: 3 zöllige Schraubfittinge, ein Lötfitting aus Messing, ein Lötfitting aus Kupfer sowie ein Kupferfitting zum Verpressen.

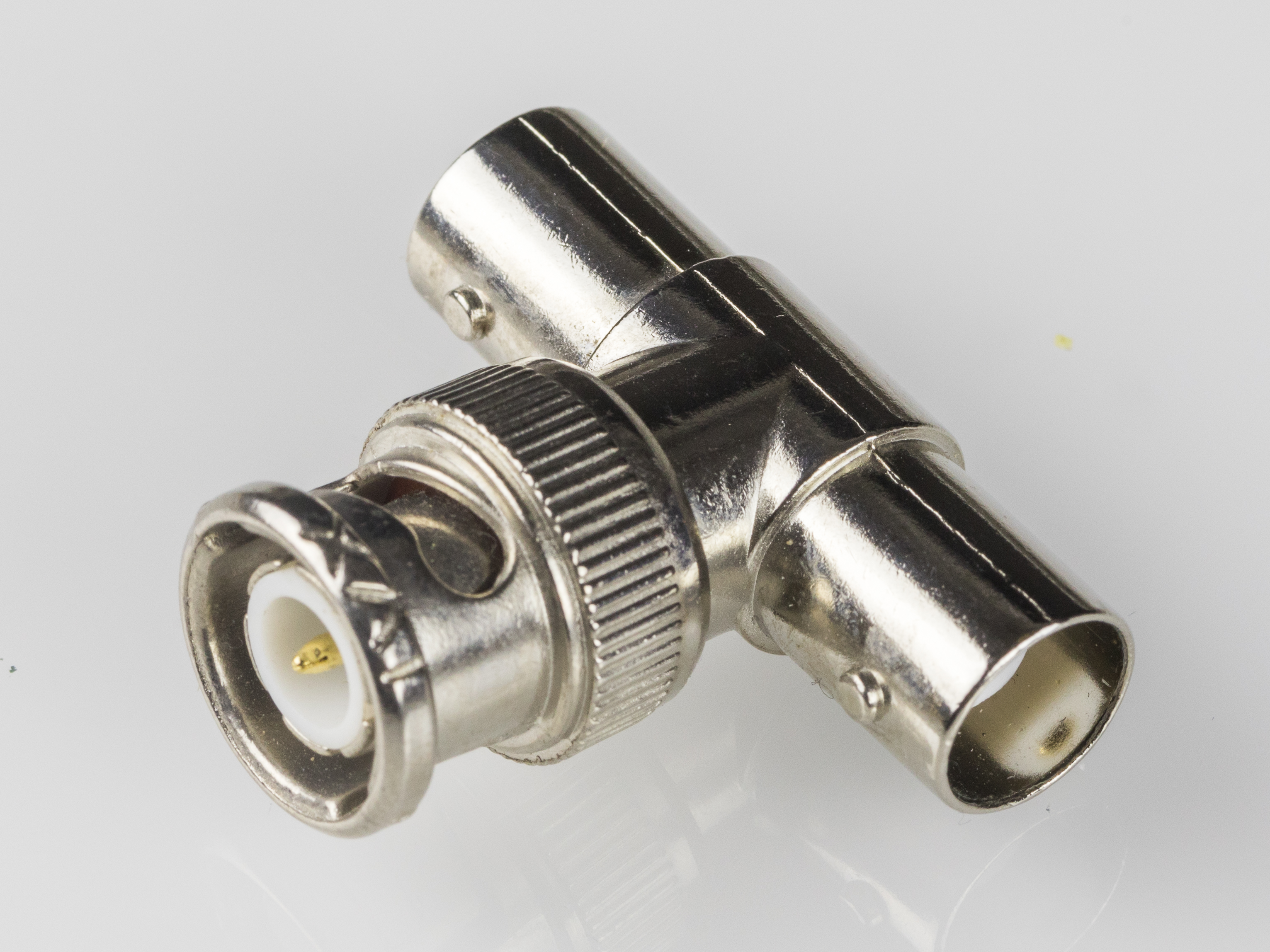
BNC-T-Stück

Die Funktionsweise von tee

Ein T-Stück ist ein Verbindungsglied, das in den meisten Fällen als Anschluss an einen durchlaufenden Träger dient oder eine Abzweigung von einer Leitung ermöglicht. Die Bezeichnung bezieht sich auf die äußere Form, die dem Buchstaben „T“ ähnelt. T-Stücke gibt es für Tragwerke, für Rohr- und Schlauchleitungen, sowie für verschiedene Datenübertragungskabel.

## Rohr- und Schlauchverbindungen
In der gesamten Technik für Gas- und Flüssigkeitsleitungssysteme stellt das T-Stück ein Basiselement dar. Es ist eine einfache Möglichkeit, zusätzliche Richtungen anzufahren oder weitere Verbraucher anzuschließen. So werden beispielsweise im Heizungsbau einzelne Wohnungen oder Abnehmer mittels T-Stück an die Steigleitungen für Vor- und Rücklauf angebunden. Dabei besteht die Möglichkeit, den abzweigenden Strang im selben oder in einem anderen (meist kleineren) Durchmesser auszuführen. T-Stücke für Rohrleitungen sind in der EN 10253-4 (in Deutschland früher DIN 2615) aus nahtlosem oder geschweißtem Rohr, mit gleichem oder reduziertem Abzweig genormt.
In chemischen Laboratorien werden T-Stücke aus Glas benutzt, deren Herstellung ausgehend von Glasrohren erfolgt.

## Datenübertragung
Das T-Stück ist ein elementares Bindeglied in Ethernet-Netzwerken der ursprünglichen Bus-Technologie, die EAD-Kabel als Übertragungsmedium nutzt. Es wird in ein aufgetrenntes Thick- oder Thin-Ethernet-Kabel eingefügt und stellt die einzig zulässige Andockstelle für einen Transponder dar, der die Netzwerkkarte oder ein anderes Netzwerkgerät mit dem Ethernet verbindet. An die beiden „oberen“ Anschlüsse kommen entweder zwei Netzwerkkabel, die zu den nächsten Netzwerkgerät eine Verbindung herstellen, oder nur ein Kabel und ein so genannter Terminator, der das physikalische Ende des Netzwerkbusses bildet.
Selbstterminierende T-Stücke haben bereits einen Terminator eingebaut. Dieser wird allerdings nur aktiv, wenn kein Kabel angeschlossen ist – nicht aber wenn ein Kabel angeschlossen ist, das gerissen oder nicht an einem anderen Transponder angeschlossen ist.

## T-Stück als Metapher
Die Funktionsweise eines T-Stücks eignet sich gut zur metaphorischen Verwendung in gänzlich anderen Zusammenhängen. Unter Unix-artigen Betriebssystemen kann man etwa den Befehl tee verwenden, um Datenausgaben sowohl auszugeben, als auch in eine Datei umzuleiten. Der Name leitet sich direkt vom Aussehen des Stream-Verlaufsdiagrammes ab.